# Dickinson Rocks
Dickinson Rocks är en kulle i Antarktis. Den ligger i Västantarktis. Inget land gör anspråk på området. Toppen på Dickinson Rocks är 320 meter över havet, eller 1 meter över den omgivande terrängen. Bredden vid basen är 0,19 km.
Terrängen runt Dickinson Rocks är huvudsakligen platt, men åt nordväst är den kuperad. Trakten är obefolkad. Det finns inga samhällen i närheten.